# Antonio Maria Ciocchi del Monte
Antonio Maria Ciocchi del Monte (né à Monte San Savino en Toscane, Italie entre septembre 1461 septembre 1462 et mort le 20 septembre 1533 à Rome) est un cardinal italien du XVIe siècle. Il est l'oncle  du pape Jules III.

## Biographie
Del Monte est conseiller des papes Innocent VIII et Alexandre VI et est nommé archiprêtre de Sant'Angelo à  Vado et archiprêtre d'Arezzo. Il est notamment auditeur à la rote romaine et gouverneur général de Romagne.
Del Monte est nommé évêque de Città di Castello en 1503, mais il ne peut prendre possession du diocèse qu'en 1505, parce que son prédécesseur, dépossédé du diocèse par Alexandre VI, ne veut pas abdiquer. Del Monte est nommé gouverneur de Césène  et auditeur à la chambre apostolique en 1504 et promu archevêque de Manfredonia en 1506.
Del Monte est créé cardinal par le pape Jules II lors du consistoire du 10 mars 1511. Le cardinal del Monte est administrateur de Pavie et légat en Pérouse. Il persuade le pape Jules II d'organiser le cinquième concile du Latran en 1513.
Del Monte est Camerlingue du Sacré Collège en 1516-1517 et nommé administrateur de Novare en 1516.  En 1517 il conduit le procès  contre les auteurs d'une conspiration contre le pape, les cardinaux Alfonso Petrucci  et Bandinello Sauli. Les deux sont déposés.
À partir de 1528, le cardinal del Monte est actif dans le dossier du divorce du roi Henri VIII d'Angleterre et soutient le cas du roi. Il est administrateur de Rimini en 1529 et administrateur d'Alatri en 1530.
Del Monte  participe aux  conclave de 1513 (élection de Léon X), de 1521-1522 (élection d'Adrien VI) et 1523 (élection de Clément VII).